# Министерство экономики и торговли Сирии
Министерство экономики и торговли Сирии несёт ответственность за разработку экономической политики государства в целом и торговой политики, в частности. Оно было создано в 2003 году в качестве замены для Министерства экономики и внешней торговли и Министерства снабжения и внутренней торговли

## Отделы
- Дирекция экономики в провинциях
- Внутреннее управление торговли в провинциях
- Центр администрирования.

## Министры экономики и торговли
- Мухаммад аль-Имади
- Гассан аль-Рифаи (13 декабря 2001 — 4 октября 2004)
- Амер Хосни Лутфи (4 октября 2004 — 19 января 2010)
- Ламия Асси (19 января 2010 — 29 марта 2011)
- Мохаммад Нидаль аль-Шаар (14 апреля 2011 — 11 июля 2016)
- Адиба Маяле (11 июля 2016 — 29 марта 2017)
- Мухаммед Самер аль-Халил (29 марта 2017 — 23 сентября 2024)
- Мухаммед Раби Каладжи (23 сентября — 8 декабря 2024)[1]
- Базель Абдул Азиз[англ.] (10 декабря 2024 — 29 марта 2025)[2]
- Нидаль аль-Шаар ( с 29 марта 2025)